# GNEA
GNEA (Noreste Argentino gas pipeline, Північно-східний аргентинський газопровід) — трубопровідна система, що має забезпечити повноцінну газифікацію північно-східних провінцій Аргентини.
Перед спорудженням системи провінція Санта Фе вже мала доступ до блакитного палива завдяки трубопровідній системі El Gasoducto Norte. Проте основним призначенням останньої все-таки є постачання столичного регіону. Тому для забезпечення газом провінцій північного сходу вирішили спорудити окремий трубопровід. Його траса пройде від Кампо Дюран (центр нафтогазової промисловості провінції Сальта, створений в ході розробки наразі вже випрацьованого родовища) до міста Ibarreta в провінції Формоса, після чого заверне на південь, пройде через провінції Чако та Санта Фе і заверне на схід до регіонів Коррієнтес та Місьйонес. Всього планується забезпечити блакитним паливом 3,4 млн користувачів.
Довжина основного трубопроводу складатиме 1448 км, бокових відгалужень — 2683 км. Для забезпечення перекачування газу буде споруджено 8 компресорних станцій. Проектна потужність повинна становити 11 млн м³ на день. Основний газопровід виконають із труб діаметром 600 мм, відгалуження — 100—250 мм. Як очікується, вартість реалізації проекту перевищуватиме 3 млрд доларів США.
Роботи по спорудженню системи GNEA розпочались у 2015 році на ділянках першої частини маршруту (Сальта, Формоса, Чако, Санта Фе). Завершення будівництва заплановане на 2019 рік.
Ресурс необхідний для роботи системи буде зокрема подаватись з Болівії завдяки трубопроводу GIJA, прокладеному від болівійського родовища Маргарита до згаданого вище Кампо Дюран у 2011 році.